# ネプチューンのモビーにくびったけ!
『ネプチューンのモビーにくびったけ!』は、1997年10月2日から同年12月18日まで東海テレビで放送されたバラエティ番組。全12回。放送時間は毎週木曜 24:45 - 25:20 (JST) 。

## 概要
ネプチューンの3人が当時普及し始めたばかりの携帯機器（モバイル）を使って外で遊んでいたアウトドアバラエティである。他にも面白映像で対決する企画や、メンバーそれぞれの個人サイトを作成する企画などがあった。
番組はわずか12回で終了したが、ネプチューンの人気や、1クールという放送期間の短さもあってか、本放送の終了後も深夜に何度か再放送された。

## 出演者
- 名倉潤（ネプチューン）
- 原田泰造（ネプチューン）
- 堀内健（ネプチューン）

## スタッフ
- 制作 - 東海テレビ放送、日本テレワーク

| 東海テレビ 木曜24:45枠    | 東海テレビ 木曜24:45枠                                        | 東海テレビ 木曜24:45枠              |
| 前番組                    | 番組名                                                        | 次番組                              |
| ------------------------- | ------------------------------------------------------------- | ----------------------------------- |
| 天職OH! （24:45 - 25:20） | ネプチューンのモビーにくびったけ! （1997年10月 - 1997年12月） | おそく起きた朝は… （24:45 - 25:20） |